# Coppa Bernocchi 2016

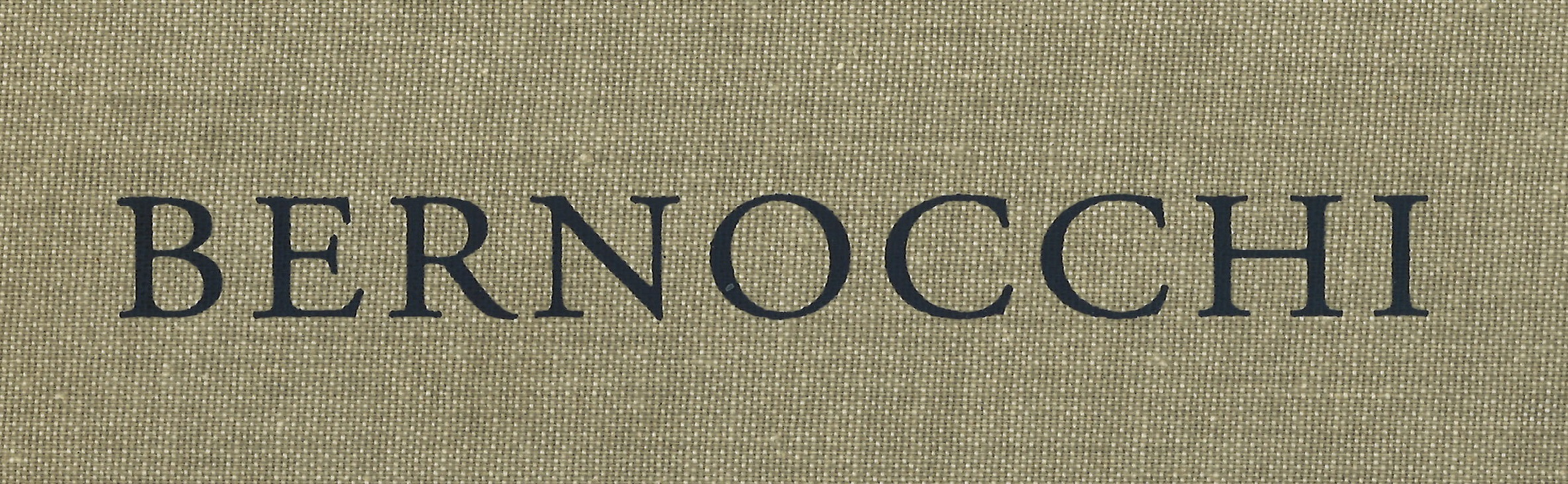
Das Logo des Bernocchi Cup, 1919 von der Familie Bernocchi, Legnano, 1922 gegründet

Die 98. Coppa Bernocchi 2016 war ein italienisches Straßenradrennen. Dieses Eintagesrennen startete und endete nach 192 km in Legnano. Es fand am Mittwoch, dem 14. September 2016, statt. Das Radrennen gehörte zur UCI Europe Tour 2016 und war dort in der Kategorie 1.1 eingestuft. Zudem war es Teil des Trittico Lombardos.

## Teilnehmende Mannschaften
| WorldTeams (2)- Astana - Lampre-Merida Professional Continental Teams (10)- Androni Giocattoli-Sidermec - Bardiani CSF - Wilier Triestina-Southeast - Nippo-Vini Fantini - CCC Sprandi Polkowice - Gazprom-RusVelo - Caja Rural-Seguros RGA - Fortuneo-Vital Concept - Team Novo Nordisk - Team Roth Continental Teams (10)- GM Europa Ovini - Unieuro Wilier - D'Amico Bottecchia - Dimension Data-Qhubeka - Norda-MG.Kvis - Kolss-BDC - Tirol - Amore & Vita-Selle SMP - Meridiana Kamen - Parkhotel Valkenburg Continental Nationalmannschaft- Italien |
| |

## Rennergebnis
| \| Gesamtwertung \| Gesamtwertung \| Gesamtwertung \| Gesamtwertung \| Gesamtwertung \| \| Fahrer \| Fahrer \| Land \| Team \| Zeit \| \| ------------- \| ----------------------- \| ------------- \| --------------------------- \| --------------- \| \| 1. \| Giacomo Nizzolo \| Italien \| Italien \| 4 h 25 min 53 s \| \| 2. \| Nicola Ruffoni \| Italien \| Bardiani CSF \| + 0 s \| \| 3. \| Paolo Simion \| Italien \| Bardiani CSF \| + 0 s \| \| 4. \| Carlos Barbero \| Spanien \| Caja Rural-Seguros RGA \| + 0 s \| \| 5. \| Filippo Pozzato \| Italien \| Wilier Triestina-Southeast \| + 0 s \| \| 6. \| Davide Viganò \| Italien \| Androni Giocattoli-Sidermec \| + 0 s \| \| 7. \| Ryan Gibbons \| Südarfika \| Dimension Data for Qhubeka \| + 0 s \| \| 8. \| Gian Marco Di Francesco \| Italien \| Norda-MG.Kvis \| + 0 s \| \| 9. \| Roman Maikin \| Russland \| Gazprom-RusVelo \| + 0 s \| |                         |           |                             |                 |
| |                         |           |                             |                 |
| |                         |           |                             |                 |
| Gesamtwertung |                         |           |                             |                 |
| Fahrer | Fahrer                  | Land      | Team                        | Zeit            |
| 1. | Giacomo Nizzolo         | Italien   | Italien                     | 4 h 25 min 53 s |
| 2. | Nicola Ruffoni          | Italien   | Bardiani CSF                | + 0 s           |
| 3. | Paolo Simion            | Italien   | Bardiani CSF                | + 0 s           |
| 4. | Carlos Barbero          | Spanien   | Caja Rural-Seguros RGA      | + 0 s           |
| 5. | Filippo Pozzato         | Italien   | Wilier Triestina-Southeast  | + 0 s           |
| 6. | Davide Viganò           | Italien   | Androni Giocattoli-Sidermec | + 0 s           |
| 7. | Ryan Gibbons            | Südarfika | Dimension Data for Qhubeka  | + 0 s           |
| 8. | Gian Marco Di Francesco | Italien   | Norda-MG.Kvis               | + 0 s           |
| 9. | Roman Maikin            | Russland  | Gazprom-RusVelo             | + 0 s           |